# Павле IV Цариградски
Павле IV Цариградски (јез-гр| Παυλος Δ; ? - 784), познат и као Павле Нови, је био цариградски патријарх у периоду од 780. до 784. године.
У младости је био поборник иконоборства, али је касније прихватио поштовање икона. Након избора за патријарха сазвао сабор Седми васељенски сабор у Никеји, са циљем да се осуди иконоборство и у Бизантском Царству поново призна поштовање икона. Пре него што је сабор, познат и као Други никејски сабор одржан, Павле се тешко разболео, повукао се у манастир, где је убрзо умро. На месту патријарха наследио га је Тарасије Цариградски.